# Tibor Linka
Tibor Linka (Šamorín, 13 de febrero de 1995) es un deportista eslovaco que compite en piragüismo en la modalidad de aguas tranquilas.
Participó en los Juegos Olímpicos de Río de Janeiro 2016, obteniendo una medalla de plata en la prueba de K4 1000 m. Ganó una medalla de oro en el Campeonato Mundial de Piragüismo de 2015 y 5 medallas en el Campeonato Europeo de Piragüismo entre los años 2016 y 2018.

## Palmarés internacional
| Juegos Olímpicos   | Juegos Olímpicos        | Juegos Olímpicos  | Juegos Olímpicos |
| Año                | Lugar                   | Medalla           | Competición      |
| ------------------ | ----------------------- | ----------------- | ---------------- |
| 2016               | Río de Janeiro (Brasil) | Medalla de plata  | K4 1000 m        |
| Campeonato Mundial |                         |                   |                  |
| Año                | Lugar                   | Medalla           | Competición      |
| 2015               | Milán (Italia)          | Medalla de oro    | K4 1000 m        |
| Campeonato Europeo |                         |                   |                  |
| Año                | Lugar                   | Medalla           | Competición      |
| 2016               | Moscú (Rusia)           | Medalla de oro    | K4 1000 m        |
| 2016               | Moscú (Rusia)           | Medalla de plata  | K4 500 m         |
| 2017               | Plovdiv (Bulgaria)      | Medalla de plata  | K4 500 m         |
| 2017               | Plovdiv (Bulgaria)      | Medalla de bronce | K4 1000 m        |
| 2018               | Belgrado (Serbia)       | Medalla de plata  | K4 1000 m        |